# 詹姆斯·布拉迪 (党卫队)
詹姆斯·布雷迪（James Brady，1920年5月20日—卒年不明）是已知的在第二次世界大战期间服役于武装党卫队的两名爱尔兰人之一。
布拉迪在1938年末志愿加入英國陸軍皇家爱尔兰燧发枪团。在漢普郡完成基本训练后，他于1939年5月随部队被派遣至海峡群岛。当月，他和另一人弗兰克·斯特林格（Frank Stringer）因打伤一当地警察而入狱，1940年6月德军入侵海峡群岛时，二人被俘。
德国人把这二人送至一战俘营，但很快就把他们转送至阿勃維爾设在弗里萨克营地的特别机构，打算招募二人执行破坏任务。斯特林格愿意配合，1941年9月，他和约翰·科德被送到柏林，在Quentzgut的阿勃维尔训练营接受爆破训练。当年12月，布拉迪和另一群爱尔兰人也被转送到了柏林，接受类似训练。但这第二座阿勃维尔训练营似乎已被英方渗透，营内受训人员正秘密执行破坏计划；至1942年9月，所有涉及阿勃维尔训练计划的爱尔兰人都被德方逮捕，部分人被送进了萨克森豪森集中营。
布拉迪和斯特林格于1943年初获释，在德方的控制下准备参加鱼鹰行动。之后，二人志愿加入武装党卫队，在德占法国阿阿爾薩斯-洛林的塞尔奈受训。1944年1月，二人被征召入党卫队特别单位z.b.V. 弗里登塔尔（SS-Sonderverband z.b.V. Friedenthal，后整编为党卫队第502猎兵营，一支由奧托·斯科爾茲內指挥的特种部队。
1944年末，布拉迪参与了兰德弗里德行动（Operation Landfried）以及鐵拳行動——突袭布达佩斯，阻止霍爾蒂·米克洛什海军上将擅自与蘇聯议和。他还于1945年1月随斯科尔兹内的特别师在奥得河畔施韦特（Schwedt an Oder）作战，并于3月在Zehden桥头堡的战斗中负伤。他后来参加了柏林戰役。
布拉迪于1946年向英军投降，后被判处15年监禁，经伦敦地区总指挥官（General Officer Commanding London District）赦免，刑期被减短为3年。布拉迪于1950年获释，之后返回爱尔兰，最后亦死在那里。

## 來源
- Hull, Mark M. Irish Secrets. German Espionage in Wartime Ireland 1939-1945, 2003, ISBN 0-7165-2756-1
- Murphy, Sean. Letting the Side Down: British Traitors of the Second World War, PP 222–223. London: The History Press Ltd, 2005. ISBN 0-7509-4176-6
- O'Reilly, Terence Hitler's Irishmen 2008 ISBN 1-85635-589-6
- "Penal Servitude For Serving With Enemy." Times, London, England. 20 Dec. 1946: 2. The Times Digital Archive. Web. 16 Apr. 2015.
- Court-martial papers - WO 71/1149 （页面存档备份，存于）